# San Bernardo (Purísima del Rincón)
San Bernardo es una localidad del estado mexicano de Guanajuato. Es parte del municipio de Purísima del Rincón.

## Toponimia
El nombre de la población hace referencia al santo patrono de la localidad: Bernardo de Claraval.

## Demografía
| Gráfica de evolución demográfica |
|                                  |

| Censo | Población |
| ----- | --------- |
| 1900  | 594       |
| 1910  | 628       |
| 1921  | 603       |
| 1930  | 634       |
| 1940  | 994       |
| 1950  | 1 129     |
| 1960  | 1 347     |
| 1970  | 1 512     |
| 1980  | 1 434     |
| 1990  | 1 236     |
| 2000  | 1 313     |
| 2010  | 1 441     |
| 2020  | 2 508     |